# Februari 2008
| Februari 2008 |
| Månader under 2008: Januari · Februari · Mars · April · Maj · Juni · Juli · Augusti · September · Oktober · November · December ← December 2007 · Januari 2009 → |

- Frankrikes president Nicolas Sarkozy gifter sig med Carla Bruni. (2 februari)
- Boris Tadić väljs åter till president i Serbien. (2 februari)
- Kosovo förklarar sig självständigt från Serbien.[1] (17 februari)
- En månförmörkelse äger rum. (21 februari)

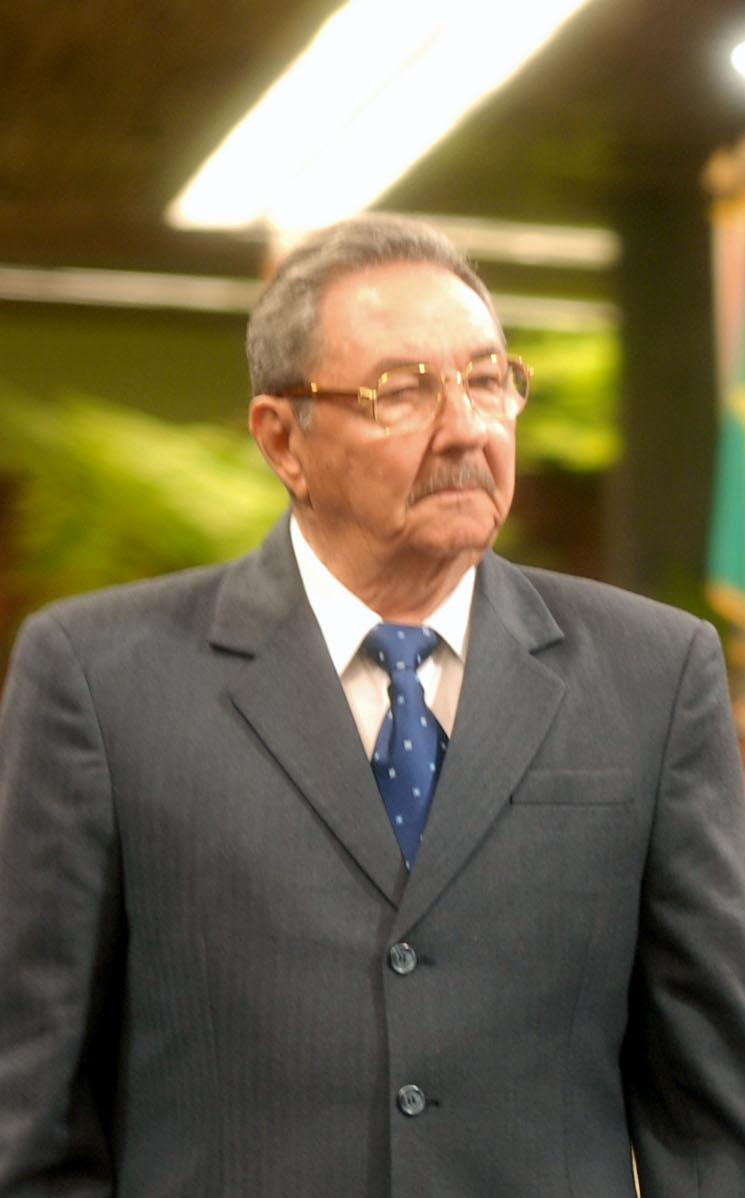
Raúl Castro.

- Raúl Castro tar över efter sin bror Fidel Castro som president i Kuba. (24 februari)

### Fotnoter
1. ↑  Marianne Björklund (17 februari 2008). ”Kosovos självständighet väcker glädje och oro”. Dagens nyheter. http://www.dn.se/nyheter/varlden/kosovos-sjalvstandighet-vacker-gladje-och-oro/. Läst 11 september 2016.